# 윤병순
윤병순(尹秉順, 1963년 11월 27일~)은 대한민국의 핸드볼 선수이다. 1984년 하계 올림픽에서 여자 핸드볼 대표팀이 은메달을 따는데 기여했다.

## 생애
청주 출신으로 윤정수와 이진석 부부의 딸로 태어났다. 배구를 하다가 일신여자중학교 1학년 때 핸드볼을 시작했으며 일신여자고등학교 1학년 때인 1979년 12월 국가대표팀에 발탁되었다. 이듬해인 1980년 3월에 콩고 공화국에서 열린 1980년 하계 올림픽 참가 예선을 통해 국가대표팀으로 정식으로 데뷔했다. 대한민국팀은 올림픽 참가를 확정했으나 보이콧으로 인해 최종적으로 불참했다.
1981년에는 주니어 국가대표팀으로 활약하여 5월에 열린 1981년 세계 주니어 선수권 대회 아시아 지역 예선에서 득점원으로 활약하여 본선 진출에 기여했다. 같은 해 10월에 캐나다 몬트리올에서 열린 1981년 세계 주니어 선수권 대회에 참가하여 4위에 올랐다. 이듬해인 1982년에는 인천시청 여자 핸드볼에 입단하여 실업팀 선수가 되었고 다시 국가대표팀으로 발탁되었다. 12월에 헝가리에서 열린 1982년 세계 선수권 대회에 참가하여 6위에 올랐고 아시아 선수로는 최초로 세계 선수권 대회 베스트 7에 선정되었다. 
1983년 11월에 일본에서 열린 올림픽 아시아 예선에 참가했으며, 이듬해인 1984년 8월에 미국 로스앤젤레스에서 열린 1984년 하계 올림픽에 참가하여 은메달을 획득했다. 1986년 8월에는 스웨덴에서 열린 스테나컵에서 노르웨이를 꺾으며 대표팀의 우승에 기여했으나 이후 신부전 투병으로 인해 국가대표에서 은퇴했다. 이후 일본 핸드볼팀인 오자키 전기 여자 핸드볼단의 치료를 약속한 대신 뛰어달라는 요청을 받고 오자키 전기로 이적하였으며 1996년까지 활약한 후 은퇴했다.
은퇴 후인 2004년에는 모교 일신여고 코치로 활약했다.2011년 청주국제공예비엔날레 운영요원으로 활동했다.

## 개인사
1991년 핸드볼 선수 오용기와 결혼했다.